# Parodia mueller-melchersii
Parodia mueller-melchersii là một loài thực vật có hoa trong họ Cactaceae. Loài này được (Frić ex Backeb.) N.P. Taylor mô tả khoa học đầu tiên năm 1987.